# نرم‌افزار تجاری
نرم‌افزار تجاری (به انگلیسی: Commercial software)، یا بعضی وقت‌ها payware هم نامیده می‌شود، نرم‌افزاری است که برای فروش تولید شده‌باشد، یا در اهداف تجاری به کار برود.
بسته‌های تجاری می‌توانند نرم‌افزار مالکیتی یا نرم‌افزار آزاد (یا متن‌باز) باشد.
همه یا بخشی از بسته‌های نرم‌افزاری و سرویس‌هایی که از تجارت حمایت می‌کنند به طور فزاینده به به‌عنوان نرم‌افزار آزاد در دسترس قرار دارند.  این امر شامل محصولاتی از رد هت، اپل (شرکت)، سان مایکروسیستمز، گوگل، و مایکروسافت می‌شود. شرکت مایکروسافت از «نرم‌افزار تجاری» برای معرفی مدل کسب‌وکارشان استفاده می‌کنند. اما همچنین بیشتر مالکیتی است.